# 부하라뒤쥐
부하라뒤쥐(Sorex buchariensis) 또는 파미르뒤쥐는 땃쥐과에 속하는 포유류의 일종이다. 타지키스탄의 토착종이다.